# Philip Adolphe Klier
Philip Adolphe Klier, auch Philip Klier (* ca. 1845 in Offenbach am Main, Deutscher Bund; † 27. März 1911 in Rangun, Britisch-Birma), war ein deutscher Fotograf, der als junger Mann um 1865 von Deutschland nach Birma auswanderte und sein weiteres Leben dort verbrachte.
Als autodidaktischer Fotograf und Geschäftsmann schuf Klier Ende des 19. Jahrhunderts während der britischen Kolonialzeit in Birma Hunderte von Fotografien. Seine Porträts und dokumentarischen Fotografien, die sowohl in seinem Atelier als auch vor Ort entstanden, wurden damals vor allem als Postkarten für ausländische Besucher verkauft. Weiterhin wurden sie in mehreren Büchern veröffentlicht und später in öffentlichen Archiven gesammelt. Neben wenigen anderen Fotografen seiner Zeit gilt Klier als einer der frühesten professionellen Fotografen in der Geschichte des heutigen Myanmar.

## Leben und Werk

### Anfänge in Moulmein
Nach seiner Ankunft ließ sich Klier zunächst 1865 in Moulmein (heute Mawlamyaing, Mon-Staat) nieder, der ersten Hauptstadt in dem von den Briten besetzten südlichen Teil Birmas. Dort begann er zunächst als Uhrmacher in einer kleinen Gemeinschaft deutscher Uhrmacher, Optiker und Fotografen zu arbeiten. Nachdem er sich die technischen Aspekte der Fotografie unter den gegebenen klimatischen Bedingungen angeeignet hatte, richtete er sein erstes Fotostudio in Moulmein ein. Am 22. Dezember 1873 heiratete er dort Emily Macrae, mit der er zwei Töchter hatte.

### Tätigkeit in Rangun

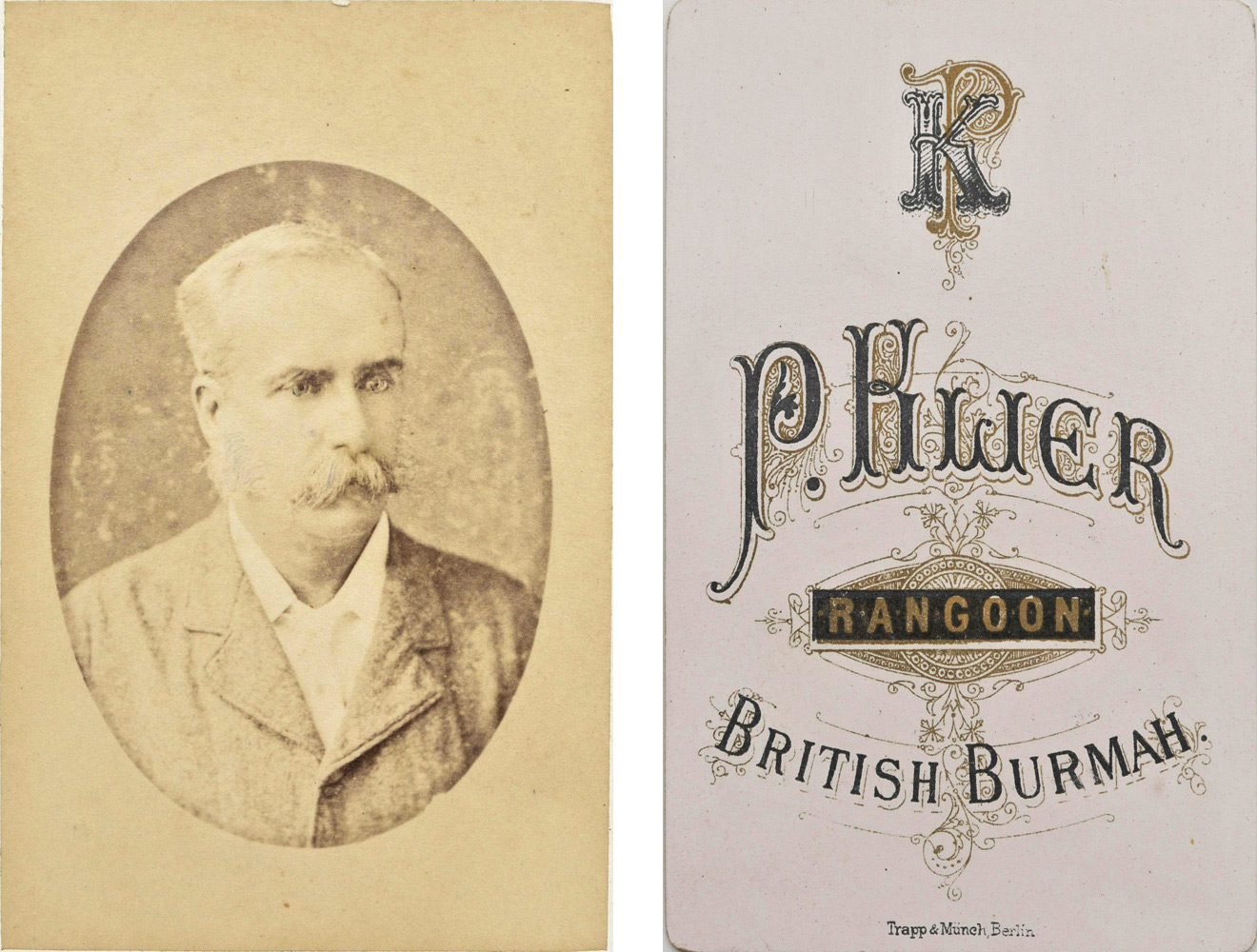
Porträt eines unbekannten Mannes mit Firmenkarte von P. Klier, Rangoon, British Burmah

Nach 1880 zog Klier mit seiner Familie in die neue Hauptstadt Rangun, wo er von seinem Atelier in der Signal Pagoda Road aus arbeitete und bessere Verkaufschancen hatte. Die Kunden waren hauptsächlich britische und andere ausländische Offiziere, Geschäftsleute und andere Besucher des Landes. Ab 1885 ging Klier für fünf Jahre eine Partnerschaft mit J. Jackson ein, einem etablierten britischen Studiofotografen, arbeitete aber danach allein weiter.
Neben anderen Zeitungsanzeigen bot er in der Rangoon Times vom 1. Dezember 1906 handkolorierte Weihnachts- und Neujahrskarten und seine „große Auswahl an Bildpostkarten in Farbe und schwarz-weiß“ an. Angesichts zahlreicher Konkurrenten versah Klier seine Ansichtskarten wiederholt mit einem Hinweis auf sein Copyright. Dennoch wurden einige von Kliers Fotografien nach 1906 von dem aus Indien stammenden Fotografen D. A. Ahuja kopiert und gelangten als handkolorierte Postkarten in den Handel.
1907 verkaufte die Firma P. Klier & Co, ihrer Werbeanzeige in Thacker’s Indian Directory zufolge, „die größte Auswahl an Ansichten Birmas und von Bildpostkarten“. Angesichts der wachsenden Nachfrage der Fotografen vor Ort nahm die Firma auch Fotobedarf in ihr Sortiment auf. In der Ausgabe von 1908 von Thomas Cook & Sons’ Reiseführer Information for travellers landing at Rangoon waren acht von insgesamt fünfzehn Fotos von „Messrs. P. Klier & Co“ enthalten, deren Studio in einem Gebäude direkt neben Thomas Cooks Reisebüro in Rangun lag. Gegen Ende seines Lebens handelte Kliers Firma auch mit Antiquitäten und anderen Kunstgegenständen.
Klier starb am 27. März 1911 an einem Herzversagen und wurde in der Scots Kirk (heute English Methodist Church) in der Signal Pagoda Road, Rangun, beigesetzt.

### Porträts und Alltagsszenen

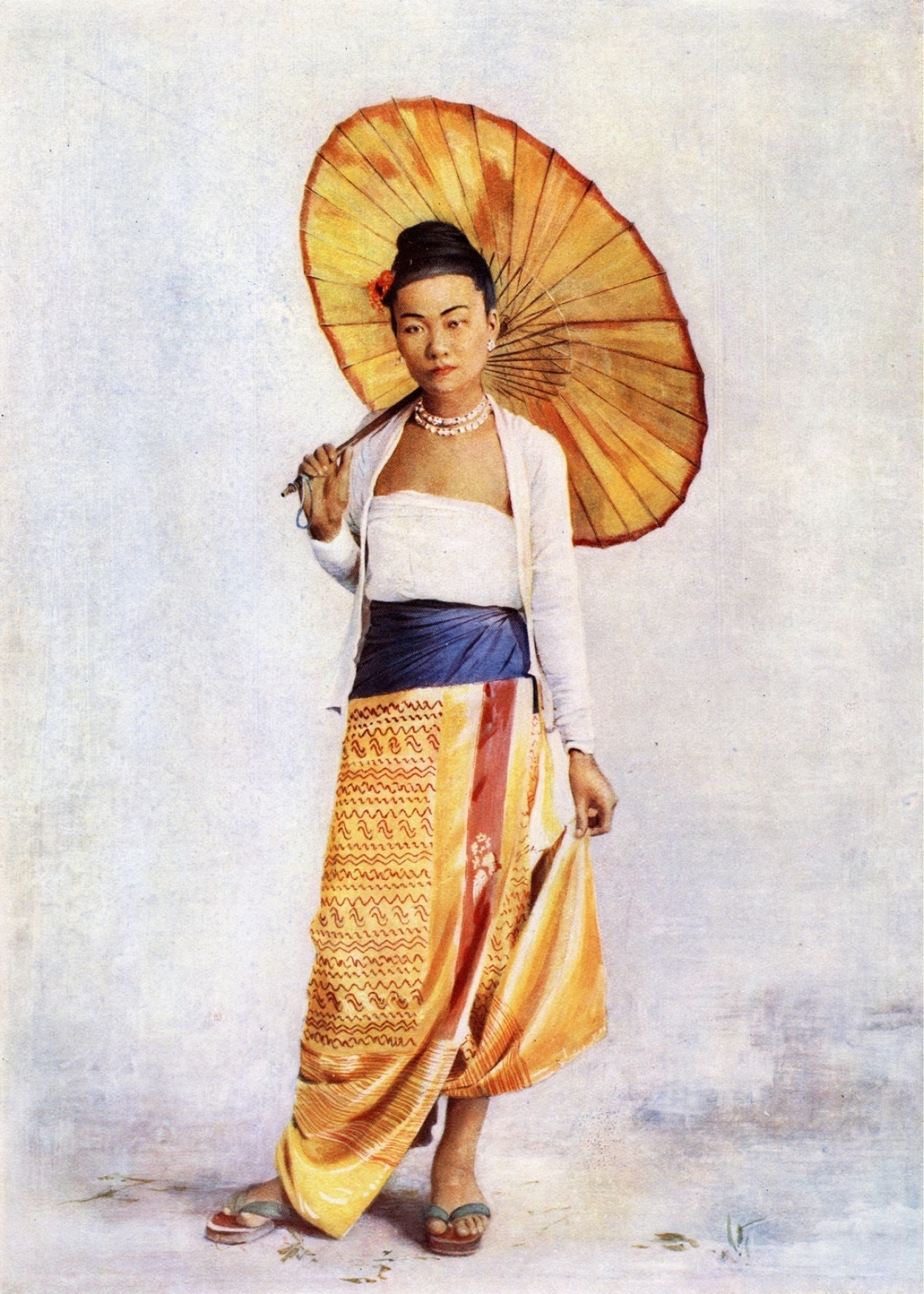
Birmanin, handkolorierter Fotodruck von 1907

Die breite Palette von Kliers Bildern dokumentiert sein starkes Interesse sowohl am kolonialen britischen als auch am birmanischen Leben und der Kultur des Landes. Viele seiner Fotografien wurden als Abzüge auf Albuminpapier vervielfältigt, der verbreitetsten Form von Fotografien im späten 19. Jahrhundert. Mit den technischen Möglichkeiten der Fotografie entwickelte sich auch seine Herangehensweise an die Präsentation der Personen in seinen Porträts: Die beiden frühen Porträts junger englischer Damen im Stil von Kabinettkarten, die um 1894 aufgenommen und in der National Portrait Gallery in London archiviert wurden, oder das Porträt eines unbekannten Mannes, das neben Kliers Firmenkarte erhalten ist, zeugen vom Porträtstil der 1890er Jahre. Sie stehen im Kontrast zu seinen späteren Porträts, wie dem Bild einer Birmanin auf einem handkolorierten Fotodruck auf Postkarte nach einem originalen Albuminabzug von 1907 mit einem verschwommenen Hintergrund und klaren Details ihrer Person mit Kleidung und Schmuck im Vordergrund.
Außer fotografischen Porträts von Europäern und Szenen aus belebten Stadtvierteln von Rangun inszenierte Klier auch sorgfältig Porträts von Birmanen in traditioneller Kleidung, beispielsweise von einer Prinzessin und ihrer Gefolgschaft oder dem Oberhaupt eines fürstlichen Shan-Staats im Osten Birmas. Neben Studioporträts für einzelne Kunden zeigte Klier Interesse an alltäglichen Straßenszenen, indem er beispielsweise traditionelle Musiker und ihr Publikum dokumentierte, das die populären birmanischen Puppenspiele (Yoke thé) der damaligen Zeit verfolgte. Andere Szenen zeigen Birmanen bei der Arbeit, wie Arbeiter auf Elefanten in Holzwerften oder auf traditionellen Booten, die Reis transportieren. Daneben fotografierte Klier berühmte Bauwerke wie Birmas wichtigstes religiöses Denkmal, die Shwedagon-Pagode, oder die große Moschee in Rangun.

## Bedeutung
In seinem Buch über die Geschichte der Fotografie in Birma beschrieb der Kunsthistoriker Noel Francis Singer die Fotografien von Bauwerken und anderen kulturellen Traditionen, die seither vergessen oder vernachlässigt wurden, durch Klier und Felice Beato als „Glücksfall für die visuelle Geschichte des Landes.“ Weiterhin charakterisierte er Kliers Ansatz wie folgt: „Klier hatte ein Auge für die ungewöhnlichen und vielen religiösen Ruinen, die von einem anderen ignoriert worden wären und glücklicherweise von ihm verewigt wurden.“
Zahlreiche von Kliers Fotografien wurden von der British Library und den National Archives in Großbritannien sowie von den Smithsonian Institution Libraries in den Vereinigten Staaten archiviert und digitalisiert. Daneben befinden sich Aufnahmen von Klier unter anderem auch in der fotografischen Sammlung des Ethnologischen Museums in Berlin, des Guimet Museums für Asiatische Kunst in Paris, in der Online-Sammlung des Nederlands Photo Museum Rotterdam sowie in der Datenbank der Bildagentur Getty Images.

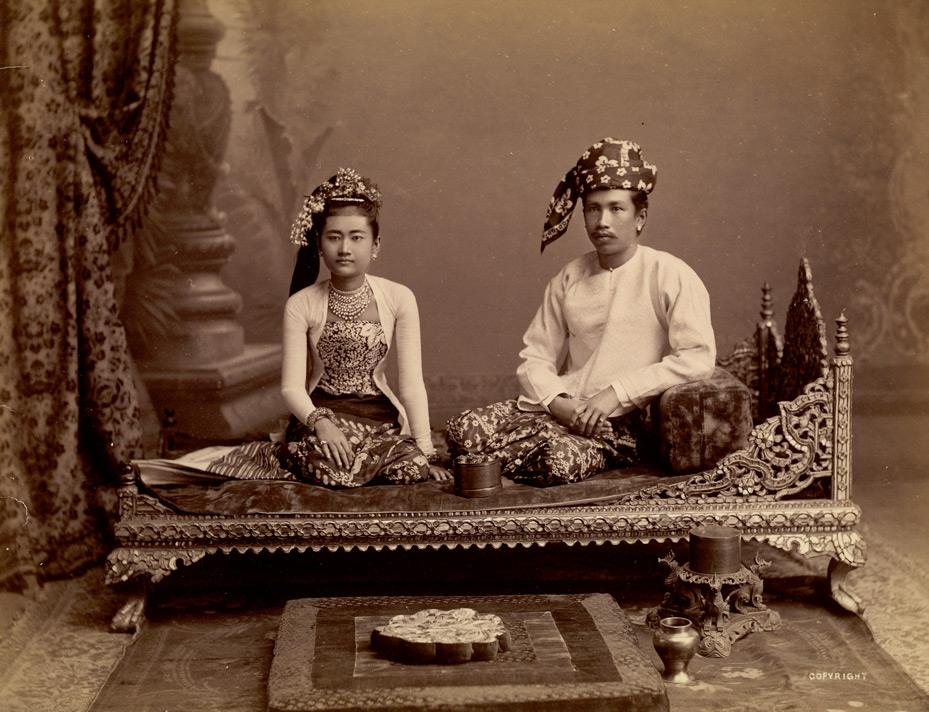
Birmanisches Paar um 1890
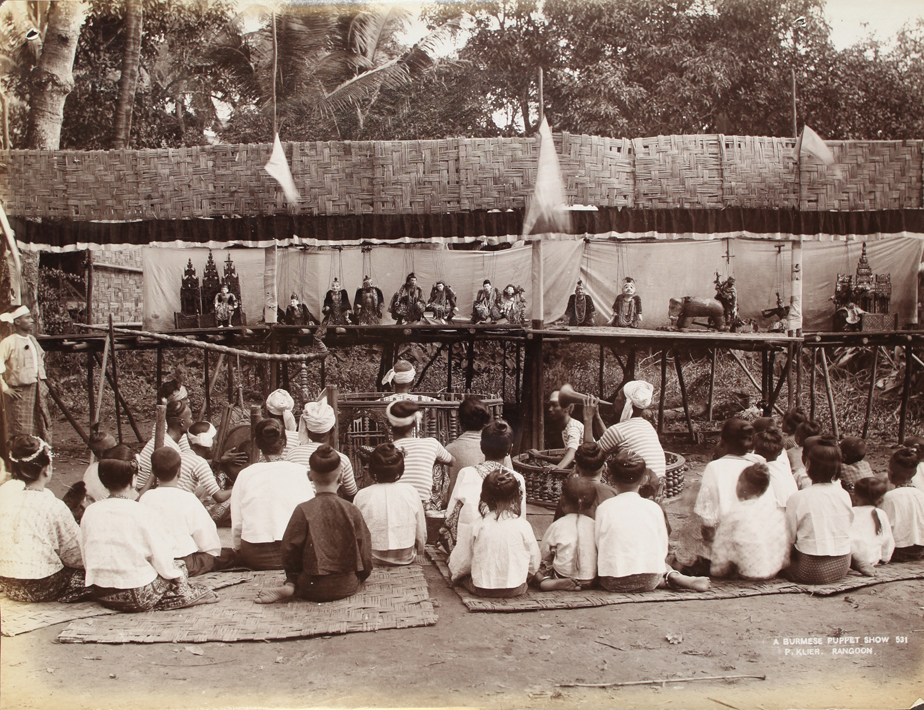
Traditionelle Marionettenaufführung
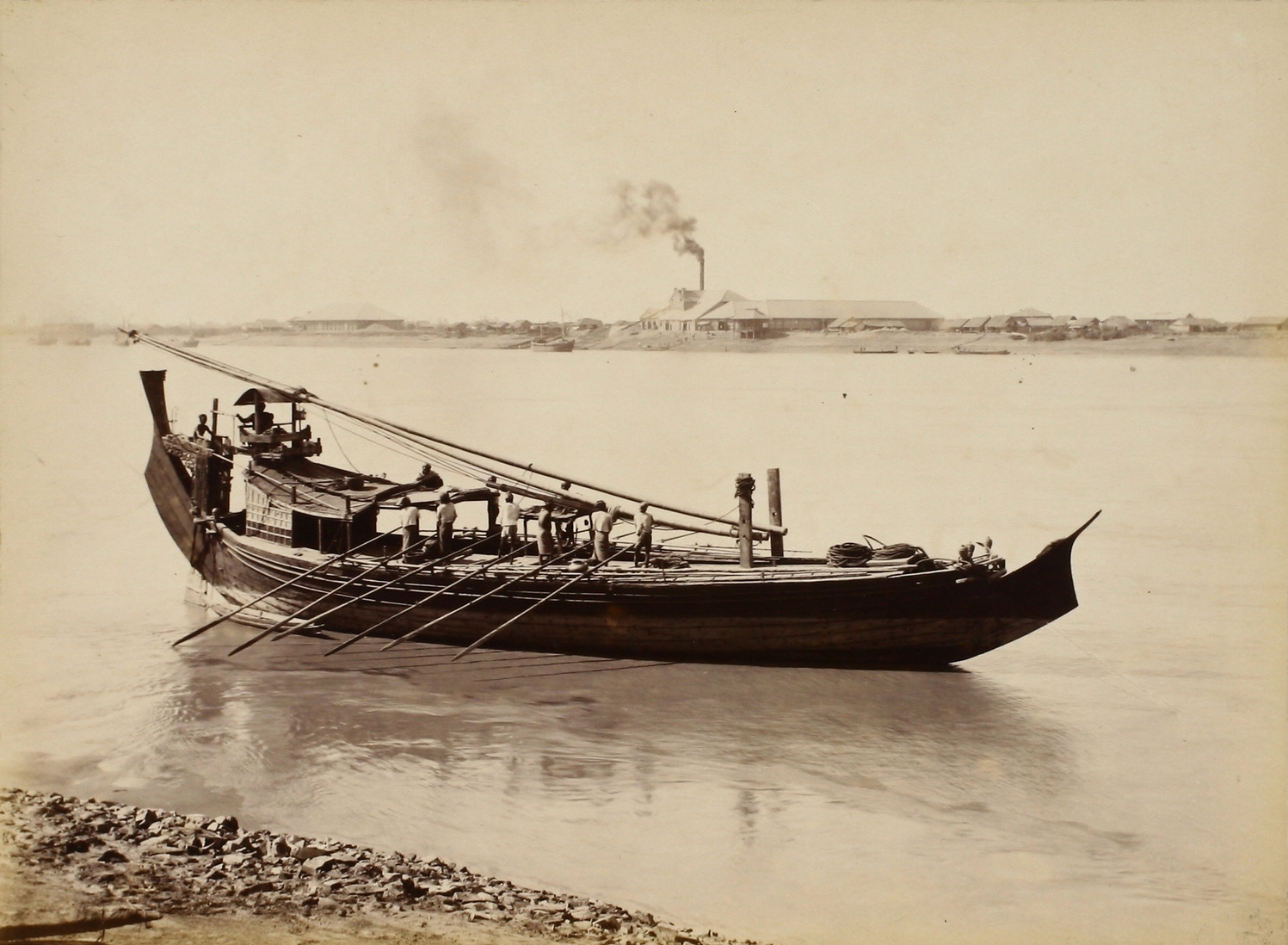
Birmanisches Reisboot
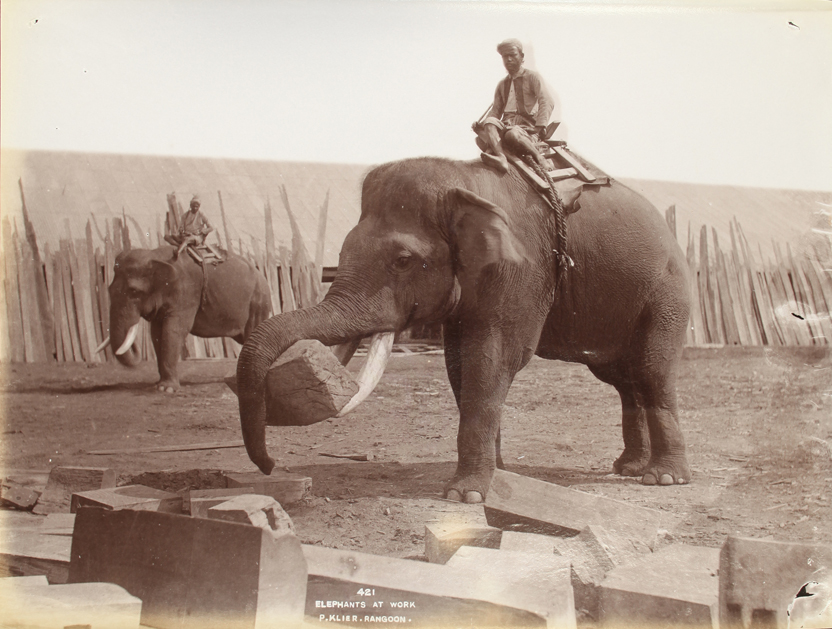
Elefanten bei der Arbeit in Rangun
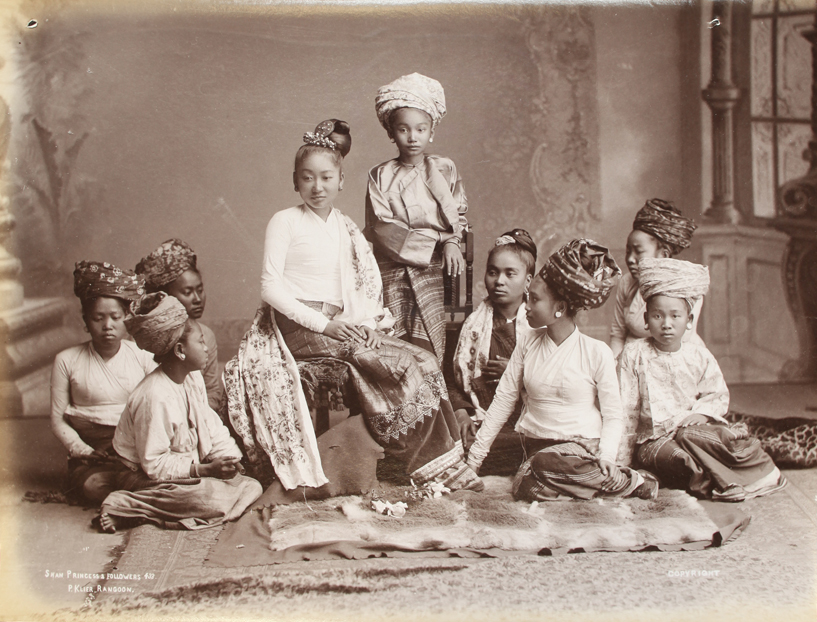
Shan-Prinzessin mit ihrem Gefolge
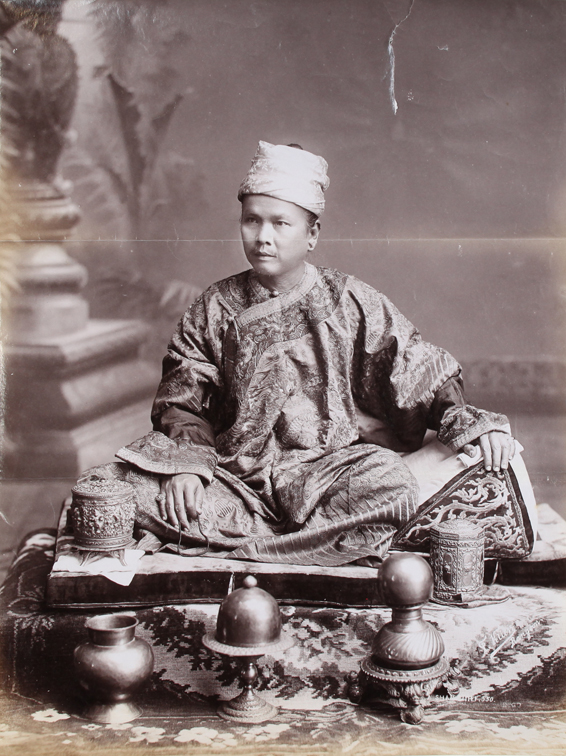
Porträt eines Shan-Oberhaupts